# Équipe de Tunisie de football en 2017
L'équipe de Tunisie de football participe en 2017 à la coupe d'Afrique des nations au Gabon, aux éliminatoires de la coupe d'Afrique des nations 2019 ainsi qu'au troisième tour des éliminatoires de la coupe du monde 2018.

## Matchs
| Date               | Stade                                         | Adversaire   | Score | Comp   | Buteurs tunisiens                              |
| ------------------ | --------------------------------------------- | ------------ | ----- | ------ | ---------------------------------------------- |
| 4 janvier 2017     | Stade olympique d'El Menzah Tunis, Tunisie    | Ouganda      | 2-0   | Amical | Lahmar 6e, Yaakoubi 41e                        |
| 8 janvier 2017     | Stade international du Caire Le Caire, Égypte | Égypte       | 0-1   | Amical |                                                |
| 15 janvier 2017    | Stade de Franceville Franceville, Gabon       | Sénégal      | 0-2   | CAN    |                                                |
| 19 janvier 2017    | Stade de Franceville Franceville, Gabon       | Algérie      | 2-1   | CAN    | Mandi 50e (csc), Sliti 66e                     |
| 23 janvier 2017    | Stade d'Angondjé Libreville, Gabon            | Zimbabwe     | 4-2   | CAN    | Sliti 9e, Msakni 22e, Khenissi 36e, Khazri 45e |
| 28 janvier 2017    | Stade d'Angondjé Libreville, Gabon            | Burkina Faso | 0-2   | CAN    |                                                |
| 24 mars 2017       | Stade Mustapha-Ben-Jannet Monastir, Tunisie   | Cameroun     | 0-1   | Amical |                                                |
| 28 mars 2017       | Grand stade de Marrakech Marrakech, Maroc     | Maroc        | 0-1   | Amical |                                                |
| 12 juin 2017       | Stade olympique de Radès Radès, Tunisie       | Égypte       | 1-0   | QCAN   | Khenissi 48e                                   |
| 1er septembre 2017 | Stade olympique de Radès Radès, Tunisie       | RD Congo     | 2-1   | QCDM   | Meriah 18e (pen.), Chaalali 47e                |
| 5 septembre 2017   | Stade des Martyrs Kinshasa, RD Congo          | RD Congo     | 2-2   | QCDM   | Moke 77e (csc), Badri 79e                      |
| 7 octobre 2017     | Stade du 28-Septembre Conakry, Guinée         | Guinée       | 4-1   | QCDM   | Msakni 45e 70e 90e, Ben Amor 83e               |
| 11 novembre 2017   | Stade olympique de Radès Radès, Tunisie       | Libye        | 0-0   | QCDM   |                                                |

## Effectif

### Appelés récemment
Les joueurs suivants ne font pas partie du dernier groupe appelé mais ont été retenus en équipe nationale au cours de l'année 2017.
| Pos. | Nom                  | Date de naissance | Sél. | Buts | Club                   | Dernier match                 |
| ---- | -------------------- | ----------------- | ---- | ---- | ---------------------- | ----------------------------- |
| DF   | Syam Ben Youssef     | 31 mars 1989      | 40   | 1    | Kasımpaşa SK           | Libye, 11 novembre 2017       |
| AT   | Hamdi Harbaoui       | 5 janvier 1985    | 16   | 4    | RSC Anderlecht         | Égypte, 12 juin 2017          |
| DF   | Dylan Bronn          | 19 juin 1995      | 1    | 0    | KRC Genk               | Maroc, 28 mars 2017           |
| DF   | Iheb Mbarki          | 14 février 1992   | 4    | 0    | Espérance de Tunis     | Maroc, 28 mars 2017           |
| ML   | Larry Azouni         | 23 mars 1994      | 9    | 0    | Nîmes Olympique        | Maroc, 28 mars 2017           |
| ML   | Hamza Lahmar         | 28 mai 1990       | 15   | 2    | Étoile du Sahel        | Maroc, 28 mars 2017           |
| ML   | Karim Laribi         | 28 mai 1990       | 2    | 0    | AC Cesena              | Maroc, 28 mars 2017           |
| AT   | Ahmed Akaichi        | 23 février 1989   | 29   | 9    | Ittihad FC             | Maroc, 28 mars 2017           |
| AT   | Hamza Younes         | 16 avril 1986     | 11   | 0    | BB Erzurumspor         | Maroc, 28 mars 2017           |
| AT   | Idriss Mhirsi        | 21 février 1994   | 3    | 0    | Red Star               | Maroc, 28 mars 2017           |
| DF   | Aymen Abdennour      | 6 août 1989       | 57   | 2    | Olympique de Marseille | Cameroun, 24 mars 2017        |
| DF   | Mohamed Ali Yaakoubi | 5 octobre 1990    | 14   | 1    | Al-Fateh               | Cameroun, 24 mars 2017        |
| AT   | Saber Khalifa        | 14 octobre 1986   | 42   | 7    | Club Africain          | Burkina Faso, 28 janvier 2017 |

### Buteurs
| Place   | Nom                    | CAN 2017                    | Qualifications CAN 2019 | Qualifications CM 2018 | Matchs amicaux   | TOTAL des BUTS |
| 1       | Youssef Msakni         | 1 but ( Zimbabwe)           | -                       | 3 buts ( Guinée)       | -                | 4 buts         |
| 2       | Taha Yassine Khenissi  | 1 but ( Zimbabwe)           | 1 but ( Égypte)         | -                      | -                | 2 buts         |
| -       | Naïm Sliti             | 2 buts ( Zimbabwe, Algérie) | -                       | -                      | -                | 2 buts         |
| 4       | Wahbi Khazri           | 1 but ( Zimbabwe)           | -                       | -                      | -                | 1 but          |
| -       | Mohamed Amine Ben Amor | -                           | -                       | 1 but ( Guinée)        | -                | 1 but          |
| -       | Yassine Meriah         | -                           | -                       | 1 but ( RD Congo)      | -                | 1 but          |
| -       | Ghailene Chaalali      | -                           | -                       | 1 but ( RD Congo)      | -                | 1 but          |
| -       | Anice Badri            | -                           | -                       | 1 but ( RD Congo)      | -                | 1 but          |
| -       | Hamza Lahmar           | -                           | -                       | -                      | 1 but ( Ouganda) | 1 but          |
| -       | Mohamed Ali Yaakoubi   | -                           | -                       | -                      | 1 but ( Ouganda) | 1 but          |
| Détails | 10 buteurs tunisiens   | 5 buts                      | 1 but                   | 7 buts                 | 2 buts           | 15 buts        |

## Classement FIFA
Le tableau ci-dessous présente les coefficients mensuels de l'équipe de Tunisie publiés par la FIFA durant l'année 2017.
| Mois | janv. | fév. | mars | avril | mai | juin | juillet | août | sept. | oct. | nov. | déc. |
| Rang | 36    | 36   | 37   | 42    | 42  | 41   | 34      |      |       |      |      |      |

Le tableau ci-dessous présente les coefficients mensuels de l'équipe de la Tunisie dans la CAF publiés par la FIFA durant l'année 2017.
| Mois | janv. | fév. | mars | avril | mai | juin | juillet | août | sept. | oct. | nov. | déc. |
| Rang | 4     | 4    | 5    | 7     | 7   | 6    | 4       |      |       |      |      |      |